# العنقة (ملحان)

تعديل مصدري - تعديل

العنقة هي إحدى قرى عزلة جبع بمديرية ملحان التابعة لمحافظة المحويت، بلغ تعداد سكانها 123 نسمة حسب تعداد اليمن لعام 2004.